# 金融内部監査士
金融内部監査士（きんゆうないぶかんさし）とは、金融機関の内部監査についての知識・技能を証明することを目的とする資格である。

## 概要
金融内部監査士は、日本内部監査協会（IIA-Japan）の認定する国内資格である。

## 試験
試験は、年に2回、3月と9月に2日間に分けて、東京都内の私立大学会場にて実施される。

### 受験資格
受験資格は、「金融内部監査士補、公認内部監査人（CIA）、日本内部監査協会認定内部監査士（QIA）、公認会計士、米国公認会計士、大学教員、等」に限られるため、受験する母集団が小さく、「内部監査」という位置づけから、年齢層は下は30代中盤で、40代から50代が中心である。

### 試験科目
科目は、「内部監査論」「応用経済学」「リスク管理」「金融論および経営管理」の４つであり、トレッドウェイ委員会支援組織委員会（COSO）のinternal controlの概念、銀行・証券・生保等関連の法令、フロント・ミドル・バックオフィス間の統制、BIS規制等の信用リスク管理や不良債権管理、自己資本規制、ソルベンシー・マージン比率、VaR（Value at Risk）・EaR（Earning at Risk）やストレステスト、新BIS規制で導入される「オペレーショナルリスク」の概念など。金融関連知識だけではなく、ネットワーク管理やコンティンジェンシープランなどのシステムに関する項目もあり、「金融論および経営管理」では、IS-LM分析などのマクロ経済学・ミクロ経済学、コーポレートファイナンス、デリバティブ、財務諸表論までと広範囲である。

## 活用
金融機関が金融機能強化法第4条に基づき提出する経営強化計画の履行状況報告書において、経営管理に係る体制及び今後の方針等の項目にて内部監査の専門人材として取得者の人数が挙げられている。